# Proz.com
Proz.com is een  online platform voor diensten gerelateerd aan vertalen. Professionele freelance vertalers kunnen hier een profiel aanmaken en zijn via deze site eenvoudig te benaderen voor opdrachtgevers. Proz.com werd in 1999 gelanceerd door Henry Dotterer en wordt vaak beschouwd als de grootste online vertalerscommunity. Proz.com is zowel voor geregistreerden als voor niet-geregistreerden toegankelijk. Begin 2015 waren er bijna 750.000 geregistreerde leden. De site is inmiddels gelokaliseerd in ca. 45 talen en er wordt aan gewerkt om dit aantal verder te verhogen.
Proz.com bevat ook diverse forums waar het voor vertalers mogelijk is om ervaringen uit te wisselen. Daarnaast is er speciaal voor de geregistreerde vertalers de mogelijkheid om elkaar vertaalvragen te stellen. In het verlengde hiervan is er een vrij bewerkbaar glossarium met gegeven vertalingen dat voortdurend wordt aangevuld en inmiddels enkele miljoenen termen bevat.  De site bevat ook twee reputatiesystemen: WWA (voor de vertalers) en BlueBoard (voor uitbesteders die via de site posten).
Men kan zowel tegen betaling als gratis lid zijn van de site. Een betaald lidmaatschap biedt meerdere voordelen, zoals het sneller in aanmerking komen voor een via de site geposte vertaalopdracht.

## Samenwerking
Proz.com werkt samen met andere vertaalorganisaties, zoals de non-profitorganisatie Translators Without Borders en de American Translators Association (ATA).

## Vestiging
Het bedrijf zelf is gevestigd in Syracuse in de Amerikaanse staat New York. De andere twee hoofdkantoren bevinden zich in La Plata (Argentinië) en Charkov (Oekraïne).